# Adam Salamonowicz
Adam Salamonowicz (ur. 9 grudnia?/21 grudnia 1893 w Kijowie, zm. po 1966 prawdopodobnie w Kisłowodsku) – podpułkownik Armii Czerwonej, generał brygady LWP.

## Życiorys
Absolwent szkoły średniej w Kijowie i studiów medycznych uniwersytetu w Charkowie (1917). Od kwietnia 1917 lekarz wojskowy, początkowo lekarz 273 Pułku Strzeleckiego walczącego na froncie zachodnim z Niemcami. W lutym 1918 został zdemobilizowany, jednak już w kwietniu 1918 wstąpił do Armii Czerwonej, gdzie został starszym lekarzem 292 Pułku Strzeleckiego na froncie południowym. Później był m.in. lekarzem 4 Samodzielnego Batalionu Pracy. Uczestnik wojny domowej w Rosji. W latach 1922–1941 w rezerwie, pracował jako lekarz cywilny, po ataku Niemiec na ZSRR ponownie zmobilizowany. W 1943 został podpułkownikiem i szefem polowego punktu ewakuacyjnego 1 Armii Uderzeniowej. 
Od kwietnia 1944 służył w WP jako szef wydziału Szefostwa Służby Zdrowia 1 Armii WP. Od 18 VIII 1944 pułkownik, od 4 XI 1944 szef Służby Zdrowia 1 Armii WP, od czerwca 1945 zastępca szefa Służby Zdrowia WP, potem zastępca szefa Departamentu Służby Zdrowia MON. Konsultant-doradca szefa tego departamentu i jednocześnie generał brygady od maja 1946. W grudniu 1946 wyjechał do ZSRR, gdzie do przeniesienia w stan spoczynku w 1956 był lekarzem wojskowym w Kisłowodsku.

## Odznaczenia
- Krzyż Oficerski Orderu Odrodzenia Polski (1945)
- Krzyż Kawalerski Orderu Odrodzenia Polski
- Order Krzyża Grunwaldu III klasy
- Złoty Krzyż Zasługi (1944)
- Order Czerwonej Gwiazdy (1943)
- Order Wojny Ojczyźnianej I stopnia
- Medal „Za zasługi bojowe” (1942)

I inne.